# Прозоров, Леонид Алексеевич
Леонид Алексеевич Прозоров (1877—1941) — российский и советский психиатр, доктор медицинский наук, один из первых организаторов внебольничной психиатрической помощи.

## Биография
В 26 лет окончил медицинский факультет Московского университета. После выпуска получил должность ординатора в Преображенской психиатрической больнице, а затем стал работать в Московском городском патронаже — прообразе будущей системы внебольничной психиатрической помощи. Вошёл в группу молодых врачей-психиатров во главе с П. Б. Ганнушкиным, вместе с ним выпускал журнал «Современная психиатрия». После I съезда Русского союза психиатров и невропатологов в 1911 году вошёл в редколлегию, занимавшуюся выпуском трудов, изданных в 1914 году.
С начала карьеры проявлял интерес к социальным аспектам психиатрии. Перед Октябрьской революцией выходит несколько работ Прозорова, посвящённых учёту психических заболеваний и организации работы лечебных учреждений, а также истории отечественной психиатрии. В апреле 1917 года проходит конференция, организованная при активном участии Прозорова, на которой рассматриваются организационные вопросы психиатрической помощи. Прозоров представил на конференции доклад, в котором призывает к реформе управления больницами с передачей главенствующей роли в нём от чиновников к врачам.
Революционные события выдвигают Прозорова на ведущие роли в психиатрии: в 1918 году он, по рекомендации Ганнушкина, входит в психиатрическую комиссию Совета врачебных коллегий, а затем работает в психиатрической секции Наркомата здравоохранения РСФСР. В 1919 году на всероссийском совещании Прозоров говорит о важности внебольничной помощи и организации психоневрологических диспансеров как способа её предоставления. Сам он вскоре становится врачом одного из таких учреждений.
В 1923 году Л. М. Розенштейн приглашает Прозорова в отдел психогигиены Московского государственного психоневрологического института, после реорганизации которого в 1925 году остаётся в организационно-методическом отделе Института невропсихиатрической профилактики. В 1927 году на I Всесоюзном съезде невропатологов и психиатров Прозоров отчитался о создании в стране диспансерной сети и призвал к её дальнейшему развитию.
В 1931 году Прозоров становится главным врачом психоневрологического диспансера Москворецкого района Москвы. В это время им впервые предложен новый тип реабилитация — лечебно-трудовые мастерские. Одновременно он занимался дальнейшим развитием психиатрической помощи на базе диспансеров, с одной стороны добиваясь их более тесного взаимодействия с психиатрическими больницами, а с другой требуя повысить уровень охвата населения. Также Прозоров привлекал внимание к наркологическим проблемам в обществе.
В 1935 году многолетний опыт в по организации психиатрической помощи был обобщён Прозоровым и Тапельзоном в основополагающей работе «Психиатрические больницы РСФСР», предлагавшей практические методики по учёту и планированию работы больниц. В следующем году он выступил с освещенеим этих вопросов на II Всесоюзном съезде невропатологов и психиатров. В 1934—1935 года он так же опубликовал работы, в которых показал различие в подходе к организации психиатрической помощи в мире, показав различие в тенденциях: в СССР приоритет был отдан внебольничной работе, в Западной Европе и США повышалась роль закрытых психиатрических больниц.
На протяжении многих лет Прозоров был одним из редакторов журнала «Невропатология и психиатрия». В 1938 году ему было присвоено звание доктора медицинских наук.
Скончался Леонид Алексеевич Прозоров в 1941 году в возрасте 64 лет.
Внучка — физик Людмила Андреевна Прозорова.

## Публикации
- Прозоров Л. А. Московский столичный патронаж для душевнобольных. — М., 1910.
- Прозоров Л. А. Отказ от пищи душевнобольных и насильственное кормление. — М., 1913.
- Прозоров Л. А. И. Ф. Рюль. — М., 1914. (см. Рюль, Иван Фёдорович)
- Прозоров Л. А. Из истории русской психиатрии. — М., 1915.
- Прозоров Л. А., Тапельзон С. Л. Психиатрические больницы РСФСР в 1935. — М., 1936.
- Прозоров Л. А. Московский столичный патронаж для душевнобольных. — М., 1910.